# Obac del Xut

L'Obac del Xut, respecte del terme d'Abella de la Conca

L'Obac del Xut, és una obaga del terme municipal d'Abella de la Conca, a la comarca del Pallars Jussà, en territori del poble de la Rua.
Està situat al nord de la Rua i al sud-oest de Can Miquel de la Borda, a migdia del Camí de Can Miquel de la Borda. Constitueix el límit nord de la partida rural del Serrat.
Es tracta d'un topònim romànic descriptiu: és una obaga que s'associava a la presència del xot eurasiàtic o xut.